# BY-Draconis-Stern
BY-Draconis-Sterne sind Sterne der Spektralklassen G bis M. Viele BY-Draconis-Sterne sind Rote Zwerge, einige haben aber auch eine höhere Masse als Rote Zwerge. Sie zeigen Veränderlichkeit geringer Amplitude durch die Rotation von Sternflecken in ihrer Photosphäre. Der Prototyp ist BY Draconis.

## Eigenschaften

### Spektrum
BY-Draconis-Sterne sind Sterne der Spektralklassen G bis M. Im Vergleich zu ruhigen roten Zwergen zeigen die magnetisch aktiven Sterne eine Rotationsverbreiterung der Spektrallinien. Die Rotationsverbreiterung entsteht durch den Doppler-Effekt aufgrund der hohen Rotationsgeschwindigkeit. Daneben treten Emissionslinien des Kalziums (H und K) sowie der Balmer-Serie auf. Die Linien entstehen wie bei der Sonne durch eine von unten geheizte Chromosphäre und Korona. BY-Draconis-Sterne sind wie die Sonne auch im Bereich der Röntgenstrahlung nachweisbar, da ihre Koronen Temperaturen von mehreren Millionen Kelvin erreichen.

### Lichtkurve
Die Veränderlichkeit hat eine geringe Amplitude von bis zu 0,5 mag und erreicht meist nicht mehr als 0,1 mag. Die Periode erstreckt sich von Bruchteilen eines Tages bis zu 120 Tagen. Die Ursache der Helligkeitsänderungen sind Sternenflecken (ähnlich den Sonnenflecken), die aufgrund der Rotation des Sterns periodisch sichtbar werden sowie chromosphärische Aktivität, die sich in Form von Flares, Fackeln (heißere Gebiete auf der Sternoberfläche) sowie Änderungen in der Halbwertsbreite der Emissionslinien manifestiert. Wenn ein Flare bei einem BY-Draconis-Stern nachgewiesen wird, gehört der Stern auch zur Klasse der UV-Ceti-Sterne. Die Sternflecken der BY-Draconis-Sterne und die Flares der UV-Ceti-Sterne sind zwei Eigenschaften magnetisch aktiver Sterne, die sich nicht in ihren physikalischen Eigenschaften unterscheiden.

### Sternflecken
Die Position und Ausdehnung der Sternflecken können durch die Modellierung ihrer Lichtkurven abgeleitet werden. Sie können bis zu einem Fünftel der Sternenoberfläche bedecken, während Sonnenflecken nur eine Ausdehnung von bis zu einem Prozent der Sonnenoberfläche erreichen. Im Gegensatz zu der Sonne halten sich viele Sternflecken an den Rotationspolen der Sterne auf, während bei der Sonne die Sonnenflecken im Bereich ±30 Grad entlang des Äquators beobachtet werden. Die Ursache ist jedoch bei beiden Fleckenarten das Durchbrechen der Oberfläche durch gebündelte magnetische Feldlinien und die daraus resultierende Abkühlung durch die Behinderung des Energietransports aus dem Sterninnern. Es scheint keinen Unterschied in den physikalischen Parametern von Sternen zu geben, die eine Modulation der Helligkeit durch Sternflecken zeigen und Sternen mit ähnlichen Rotationsgeschwindigkeiten, Temperaturen und Radien im gleichen Sternhaufen, deren Helligkeit konstant ist. Zwar können einige dieser inaktiven Sterne ein Maunderminimum durchlaufen, aber dies kann nicht für ein Drittel der potentiellen BY-Dra-Sterne gelten. Eventuell liegt bei diesen Sternen eine annähernd rotationssymmetrische Verteilung kleiner Sternflecken vor, wodurch Helligkeitsschwankungen unterhalb der Nachweisgrenze liegen würden.

### Magnetfelder
Die Ursache jeder Form von stellarer Aktivität liegt in Magnetfeldern in der Photosphäre der späten Zwerge. Die hohen Magnetfelder entstehen durch eine hohe Rotationsgeschwindigkeit in Kombination mit Konvektionsströmungen des elektrisch geladenen Plasmas. Diese Bewegungen elektrischer Ströme führen über einen Dynamo-Effekt zur Entstehung von Magnetfeldern. Die Rotation wird in Doppelstern-Systemen durch Gezeitenkräfte langfristig aufrechterhalten aufgrund einer gebundenen Rotation. Daher sind einzelne BY-Draconis-Sterne häufig jung, während in Doppelsternsystemen vorkommende aktive Sterne mehrere Milliarden Jahre alt sein können. Die Flussdichte der Magnetfelder erreicht nach hochauflösenden spektrografischen Messungen  des Zeeman-Effektes bis zu 500 Gauß.

### Physikalische Eigenschaften
Die Radien von Sternen können mit großer Genauigkeit bei bedeckungsveränderlichen Sternen gemessen werden. Dabei sind anscheinend die Radien von BY-Draconis-Sternen zwischen 3 und 12 % größer als theoretisch erwartet. Daneben scheinen die Temperaturen in der Photosphäre um 3 % unter den erwarteten Werten zu liegen. Diese Diskrepanzen werden mit der magnetischen Aktivität in den Doppelsternen in Verbindung gebracht. Erstens führen die kühleren Sternflecken auf der Oberfläche zu einer verminderten Abstrahlung und der Stern reagiert darauf mit einer Expansion, um das hydrodynamische Gleichgewicht wiederherzustellen. Zweitens sollte die gebundene Rotation zu einer Verstärkung der Konvektion in der Photosphäre führen und damit ebenfalls zu einer Expansion des Radius beitragen. Die BY-Draconis-Sterne in engen Doppelsternsystemen sind daher nur bedingt repräsentativ für die physikalischen Eigenschaften von Roten Zwergen.

### Vorkommen in Sternkatalogen
Der General Catalogue of Variable Stars listet aktuell knapp 1000 Sterne mit dem Kürzel BY, womit knapp 2 % aller Sterne in diesem Katalog zur Klasse der BY-Draconis-Sterne gezählt werden.

## Beispiele
Es zeigt sich, dass einige BY-Draconis-Sterne auch von Exoplaneten begleitet werden.
- BY Draconis, HD 283750, Iota Capricorni, 61 Cygni A
- mit Exoplanet: Epsilon Eridani, Gliese 581, Gliese 876, HD 192263